# Pierre Dansereau
Pour les articles homonymes, voir Dansereau.
Pierre Dansereau (Outremont, 5 octobre 1911 - Montréal, 28 septembre 2011,) est un écologiste et professeur québécois, reconnu pour ses recherches sur les écosystèmes et comme l'un des pionniers de l'interdisciplinarité en écologie.

## Biographie

### Jeunesse et études
Pierre-Marie Dansereau naît le 5 octobre 1911 à Outremont, rue Maplewood,.  Il est l'aîné des cinq enfants de Marie Archambault,, née aux États-Unis, et de Lucien Dansereau, ingénieur et directeur des travaux publics de la ville de Montréal, qui participe au projet qui a mené à la voie maritime du Saint-Laurent.  Durant son enfance, il passe des vacances d'été sur les plages du Maine ou de Gaspésie. Dès l'âge de 12 ans, Pierre Dansereau manifeste un goût marqué pour la littérature. Pendant son adolescence, il tâte de la littérature, avec son ami le poète Hector de Saint-Denys Garneau, et collabore à des revues littéraires, notamment avec Claude Hurtubise et André Laurendeau. Il fait son cours classique au collège Sainte-Marie, chez les jésuites (et, pendant un an, au Collège du Sacré-Cœur de Sudbury). Au début des années 1930, Pierre Dansereau fonde avec André Laurendeau et plusieurs autres un mouvement politique nationaliste, Jeune-Canada. Ils signent le Manifeste de la jeune génération, appuyés par Armand Lavergne et Édouard Montpetit.  — Louis-Alexandre Taschereau, alors premier ministre du Québec, dit de Dansereau : « Ce jeune homme porte les encycliques dans une main et du vitriol dans l'autre! » — Dansereau obtient un baccalauréat ès arts en 1931 ou en 1932 de l'Université de Montréal. Il entreprend en 1932 à l'Université de Montréal, à la demande de ses parents — le voyant futur ambassadeur —, des études de droit, qu'il abandonne tôt : il préfère ses activités de botaniste amateur, en Gaspésie notamment.
Il passe alors deux années à voyager, jusqu'à la baie d'Hudson et dans les tropiques, avant son mariage (1935) et son inscription à l'Institut agricole d'Oka,, où il obtient un baccalaréat en sciences agricoles en 1936. Devenu ainsi agronome, il part se spécialiser en Europe (France, Autriche, Suisse) et devient docteur en sciences de l'université de Genève en 1939 : un doctorat en taxonomie végétale, car l'écologie n'est pas encore reconnue, alors, comme une science, l'heure du décloisonnement des savoirs n'étant pas encore arrivée.

### Carrière
Il travaille au Jardin botanique de Montréal de 1939 à 1942, auprès de Marie-Victorin.
Professeur à l'Université de Montréal (1940-1950)
De 1940 à 1950, il enseigne l'écologie à l'Université de Montréal.  Il y fonde et dirige le Service de « biogéographie du Québec », de 1943 à 1950.  Son étude de l'écologie de l'érablière laurentienne au début des années 1940 lui vaut un bon début de notoriété comme scientifique,.
En 1945-1946, il est aussi professeur invité dans des universités brésiliennes. — Le Brésil, un de ses terrains privilégiés de recherche, organise, en septembre 1998, un colloque de deux jours sur son œuvre et, peu après, c'est dans ce pays qu'une volumineuse anthologie de ses principaux écrits (traduits en portugais) est publiée.
Mais, sentant à quelques reprises que ses « audaces » sont mal reçues au Québec, vu la tradition du cloisonnement des savoirs et le conservatisme qui y perdure à l'époque, il part continuer sa carrière aux États-Unis.
Professeur à l'université du Michigan (1950-1955)
Il est professeur de botanique à l'université du Michigan, à Ann Arbor, de 1950 à 1955. Ce seront, dira-t-il, les « plus belles années de [sa] carrière ».
Ses recherches dans les années 1950 sur la dynamique des forêts mèneront à l'introduction d'éléments nouveaux dans la vision de l'écologie et, en 1957, à la publication de l'ouvrage Biogeography: An Ecological Perspective, sans doute son ouvrage majeur le plus connu et utilisé, « à la base de la renommée mondiale de son auteur et qui demeure un ouvrage de référence important ».
Professeur à l'Université de Montréal (1955-1961)
Il est doyen de la faculté des sciences et directeur de l'Institut botanique de l'Université de Montréal de 1955 à 1961.
Il participe, de 1956 à 1958, avec André Laurendeau, à un mouvement politique, « le Rassemblement », qu'il préside en 1956 et 1957. Cet engagement politique lui attire les critiques des autorités universitaires et du gouvernement Duplessis,.  Il quitte ses fonctions à l'Université de Montréal et part de nouveau pour les États-Unis.
Professeur à l'université Columbia (1961-1967) et assistant-directeur au Jardin botanique de New York
En 1961, il est professeur de botanique et de géographie à l'université Columbia et assistant-directeur au New York Botanical Garden, alors le second en importance au monde.  C'est durant cette période qu'il entame ses recherches sur l'écologie urbaine.
Professeur à l'Université de Montréal (1968-1971)
En 1968, il est professeur d'écologie à l'Institut d'urbanisme de la Faculté d'aménagement de l'Université de Montréal.
En 1971, l’Université de Montréal, l’Université du Québec à Montréal (UQAM) et la Ville de Montréal créent conjointement le Centre de recherches écologiques de Montréal (CREM). Pierre Dansereau devient le premier directeur scientifique de ce centre, situé au Jardin botanique de Montréal. Le CREM est un lieu de recherche interdisciplinaire sur les impacts du développement humain dans certains écosystèmes, concernant de grands projets de développement au Québec (hydroélectrique ou aéroportuaire, notamment). — À la fin de 1973, l’UQAM rapatrie tous ses membres travaillant au CREM, revoit le mandat du centre et change l'appellation pour Centre de recherche en sciences de l’environnement (CERSE), mais poursuit les mêmes objectifs de promotion d’une recherche interdisciplinaire.
Professeur à l'Université du Québec à Montréal (1972-1976)
De 1972 à 1976, Pierre Dansereau est professeur d'écologie à l'Université du Québec à Montréal (UQAM), toute récente (fondée en 1969).  Il y est directeur du laboratoire sur l'étude des écosystèmes, plus précisément directeur du programme du Centre de recherche en sciences de l'environnement (CERSE). Il dirige une des premières grandes études d'impacts environnementaux dans le cadre du projet de construction de l'aéroport de Mirabel, un projet hâtif qui, selon lui, s'avère un « désastre » écologique, mais une étude citée comme un modèle du genre.
À l'âge de la retraite
Parvenu à l'âge de la retraite, alors obligatoire à 65 ans, il est nommé (en 1988 ou 1989) « professeur émérite » de l'UQAM et continue néanmoins d'y enseigner et d'y faire de la recherche jusqu'à l'âge de 93 ans,. En 1981, il fait don d'un important fonds d'archives personnelles à l'UQAM. En 1990, il y est très présent lors de la création de l'Institut des sciences de l'environnement. Il prend sa retraite en 2004,. Il constate que les écologistes sont devenus partie prenante des grands projets. Il aura enseigné dans une vingtaine d’universités sur cinq continents  et de nombreuses missions l'ont conduit en Amérique du Sud, en Europe, en Afrique, en Australie, en Nouvelle-Zélande, au Japon et en Chine.
En 2001, il fait l'objet du documentaire Quelques raisons d'espérer de l'Office national du film du Canada.

### Vie privée
Il épouse, le 29 août 1935 à Terrebonne,,, Françoise Masson, une artiste-peintre de quelques mois son aînée, qui lui survit. À leur mariage, les deux sont encore étudiants. Ce couple ne laisse pas de postérité. Françoise Masson Dansereau est décédée le 17 avril 2012 à 100 ans.
Les funérailles de Pierre Dansereau ont lieu le 5 octobre 2011, jour du centième anniversaire de sa naissance, à Outremont, son lieu de naissance.
Pour ne citer que les personnes les plus connues qui leur sont apparentées : elle est une arrière-petite-fille de Joseph Masson, homme d'affaires et seigneur de Terrebonne; il est un petit-fils de Clément-Arthur Dansereau, rédacteur en chef du quotidien La Presse de 1899 à 1915, et un cousin du réalisateur Fernand Dansereau.

## Originalité de son œuvre
Dès le début de sa carrière, il manifeste une volonté très forte de décloisonner les savoirs.
Selon le sociologue Jean-Guy Vaillancourt, l'œuvre de Dansereau comporte trois axes principaux. Il part des sciences naturelles (taxonomie végétale, écologie naturelle, biosystématique et biogéographie). Il emprunte ensuite aux sciences sociales (écologie humaine, écodéveloppement, sociologie de l’environnement et écosociologie) et couronne le tout en filigrane par un troisième axe, celui de l’humanisme et de l’éthique, formé des domaines de l’éthique, de l’éducation, des arts, des humanités et de l’écodécision.
Dansereau met l’accent durant toute sa vie sur l’importance des phénomènes de collaboration entre les espèces vivantes, faisant ainsi pendant à la dynamique de la concurrence interespèces valorisée par Darwin, et prône la nécessité de réunir dans une vision intégrée les humains et les autres espèces vivantes, plutôt que d’y voir deux logiques, deux forces opposées, selon Gilles Vincent, directeur en 2011 du Jardin botanique de Montréal. En faisant paraître (en 1957) sa Biogeography, an Ecological Perspective, Dansereau marque la science de l’environnement par son approche multidisciplinaire qui déclare l’action humaine une constituante incontournable des écosystèmes : il est un des premiers à analyser les sociétés humaines selon une logique d’écosystème.
Il conserve toute sa vie l'enthousiasme et l'émerveillement d'un enfant et son indéfectible optimisme s'avère un élément essentiel qui colore tout son legs. Il se « cramponne », selon ses mots, à l'idée que « de nouvelles ressources » seront trouvées, un jour. Il croit possible d'« inventer l'avenir », de créer un « nouveau modèle de solidarité biologique à l'échelle planétaire ». Il prône, en ce sens, une « austérité joyeuse », une forme de simplicité volontaire axée sur la conservation, davantage que sur la restriction. Il s'abstient de tenir un discours moralisateur, de verser dans le dogmatisme : « Je ne suis pas assez sûr d'être en possession de la vérité pour croire que tout le monde devrait se déplacer vers la gauche », confie-il à Thérèse Dumesnil.
L'Encyclopédie Britannica le présente comme un des fondateurs de l’écologie contemporaine et le Biographical Center de Cambridge (Angleterre) le décrit comme un des 2 000 chercheurs qui ont le plus marqué le XXe siècle.
Un journaliste exprime ainsi la raison de continuer à se souvenir de Pierre Dansereau :

« […] En fait, son nom eût de toute façon demeuré. Car combien de scientifiques ont réussi à démontrer que l'évolution de l'humanité se fait et se fera non par cette lutte dont parlait Darwin, mais par la capacité des espèces à comprendre que l'avenir de tous se fait dans le respect de l'autre, qu'il soit animal, végétal, minéral ou rattaché à l'une ou l'autre de ces catégories que la science nomme ? »

— Normand Thériault.

## Ouvrages
Pierre Dansereau est l'auteur de plus de 600 articles scientifiques et ouvrages.  Il a écrit des monographies et essais, dont :
- « Monographie du genre Cistus L. : Thèse Sciences Genève, par Pierre Mackay Dansereau. - Pyrostegia venusta Ker Gawler Miers », Genève : Institut de botanique systématique de l'Université, 1939
- L'Érablière laurentienne, Université de Montréal, Institut botanique, Contribution de l'Institut botanique de l'Université de Montréal ; no 45 et no 60, 1943-1946, 2 vol. : Vol. I : Valeur d'indice des espèces ; vol. II : Les Successions et leurs indicateurs — Notes : Articles parus dans le Canadian journal of research, en février 1943 et décembre 1946; avec résumés en anglais et en français
- (en) Biogeography: an Ecological Perspective, New York: Ronald Press, 1957, 394 p.
- (fr + en) Contradictions & biculture : communications 1955-1961, Les éditions du Jour, Montréal, coll. « Les Idées du jour», 1964, 220 p.
- (en) Challenge for Survival: Land, Air, and Water for Man in Megalopolis [proceedings of a symposium, held in New York, April 25 and 26, 1968], New York: Columbia University Press, "A Columbia paperback" no 109, 1970, 235 p.  (ISBN 978-0-2310-8638-7 et 0-2310-8638-5)
- (en) Inscape and Landscape: the Human Perception of Environment, Toronto: Canadian Broadcasting Corporation, CBC Massey lectures : 12th series, 1973, 118p.  (ISBN 0-8879-4073-0); New York: Columbia University Press, 1975  (ISBN 978-0-2310-3991-8 et 0-2310-3991-3)
- La Terre des hommes et le paysage intérieur, Leméac : Éditions Ici Radio-Canada, Montréal, 1973, 190 p.; rééd. 2010  (ISBN 978-2-7609-5301-7 et 2-7609-5301-7)
- Harmonie et désordre dans l’environnement canadien, Ottawa : Conseil consultatif canadien de l'environnement, no 3, 1980, 89 p.  (ISBN 0-6629-1118-0)
- L’envers et l’endroit : le besoin, le désir et la capacité, Musée de la civilisation, Québec. 1991, 79 p.  (ISBN 2-5511-2604-5); rééd. Fides, coll. « Les grandes conférences », 1994, 89 p.  (ISBN 978-2-7621-1716-5 et 2-7621-1716-X)
- Projets inachevés, volume 1 : La lancée 1911-1936 (autobiographie), Multimondes, 2005, 160 p.  (ISBN 978-2-8954-4299-8 et 2-8954-4299-1)

Le fonds d'archives Pierre Dansereau est conservé au Service des archives et de gestion des documents de l'UQAM. 
Le fonds d'archives Famille Arthur-Clément Dansereau est conservé au centre d'archives de Montréal de Bibliothèque et Archives nationales du Québec.

## Prix et distinctions

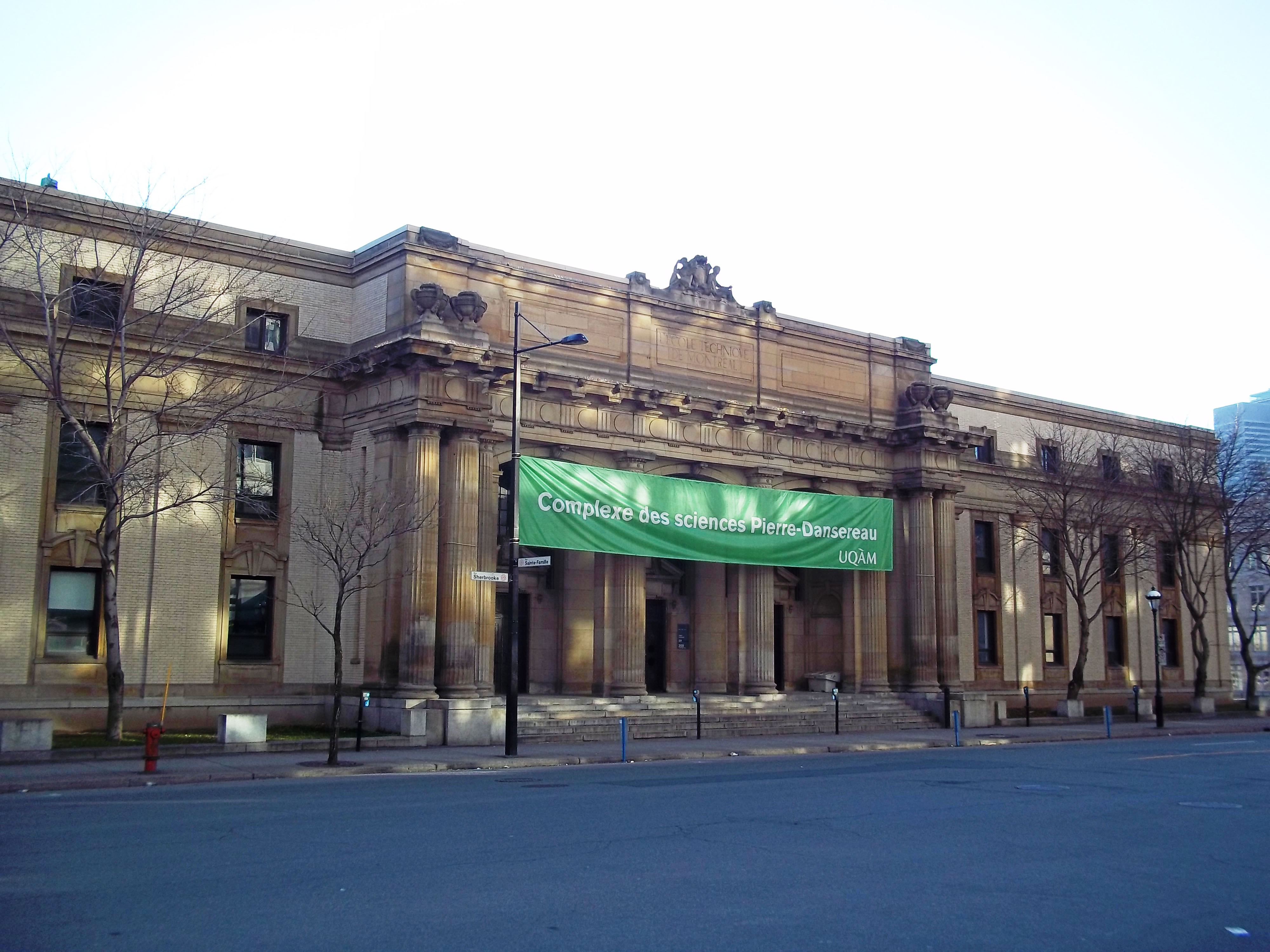
Complexe des sciences Pierre-Dansereau

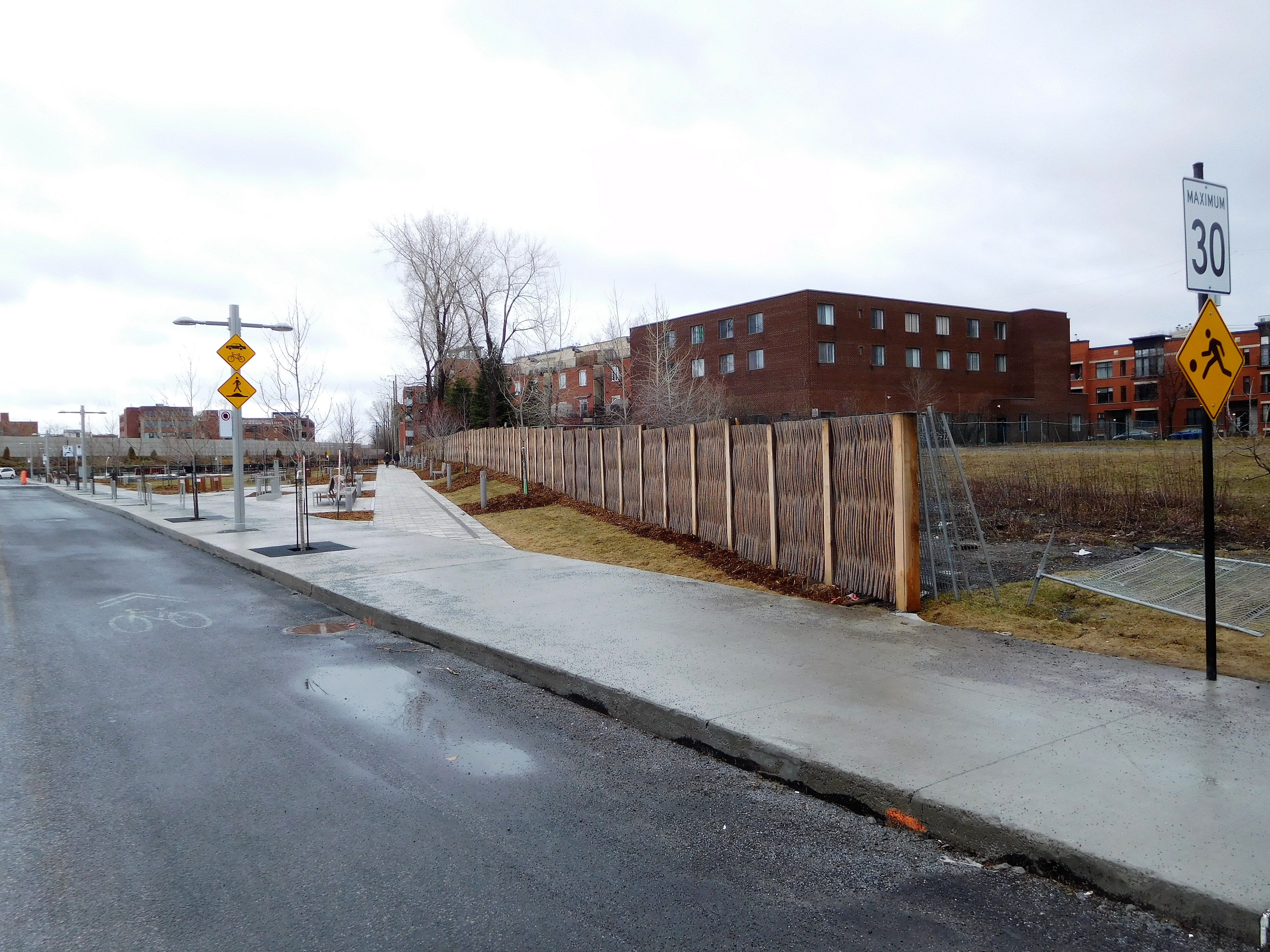
Le parc Pierre-Dansereau

Pierre Dansereau a reçu, outre plus d'une quinzaine de doctorats honorifiques, une cinquantaine de prix et d'honneurs pour son apport à la science et pour ses travaux sur l'environnement, dont :
- 1949 : Membre de la Société royale du Canada (MSRC — il est le premier membre francophone à y accéder[1])
- 1965 : Prix Léo-Pariseau
- 1969 :  Compagnon de l'Ordre du Canada (C.C.)[22]
- 1971 : Membre de l'Ordre du Mérite, par l'Association des diplômés de l'Université de Montréal
- 1973 : Médaille Massey, par la Société géographique royale du Canada
- 1975 : Prix Molson[23]
- 1977 : Membre d'honneur de l'Union des écrivaines et des écrivains québécois[24],[25]
- 1978 : Membre des Grands Montréalais
- 1983 : Prix Esdras-Minville,  par la Société Saint-Jean-Baptiste de Montréal
- 1983 : Prix Marie-Victorin[7]
- 1985 :  Chevalier de l'Ordre national du Québec[9]
- 1985 : Prix Izaak-Walton-Killam[9], par le Conseil des Arts du Canada
- 1986 : Médaille Lawson, par l'Association botanique du Canada[23]
- 1989 : Prix d'excellence d'Environnement Canada
- 1992 :  Grand officier de l'Ordre national du Québec (G.O.Q.)[9]
- 1995 : Médaille Sir John William Dawson[7], par la Société royale du Canada
- 1998 : Membre du Cercle des Phénix
- 2001 : Intronisé au Panthéon de la science et de l'ingénierie canadiennes[1], par le Musée des sciences et de la technologie du Canada[7],[26]
- 2003 : Prix Blanche-Lemco-Van Ginkel
- 2004 : Son nom est donné au complexe des sciences de l'Université du Québec à Montréal[27].
- 2012 : Son nom honore l'engagement social d'une chercheuse ou d'un chercheur canadien; le prix porte le nom suivant : Prix Acfas Pierre-Dansereau.
- 2016 : Commandeur de l'Ordre de Montréal[28]
- 2019 : Le parc Pierre-Dansereau est inauguré au Campus MIL de l'Université de Montréal en Outremont[29].